# Jhulliam
Jhulliam Bonfim Santos Pires, meglio noto come Jhulliam (Vera Cruz, 4 aprile 1988), è un calciatore brasiliano, attaccante dell'Uberlândia.

## Carriera
In carriera ha giocato 10 partite nelle competizioni continentali, di cui 5 per l'Europa League, 4 per la CAF Champions League e 1 per la Champions League.